# Subadditivität
Subadditivität ist ein Begriff aus der Mathematik. Das entgegengesetzte Konzept ist das der Superadditivität.
In der Industrieökonomik als Anwendung des mathematischen Begriffs bezeichnet dieser einen Zustand, in dem ein Gut durch ein einziges Unternehmen kostengünstiger als durch mehrere Unternehmen gemeinsam produziert werden kann.

## Definition
Ist eine Kostenfunktion subadditiv in {\displaystyle x}, können diese {\displaystyle x} Einheiten von genau einem Unternehmen stets zu niedrigeren Kosten produziert werden als von zwei oder mehr Unternehmen, egal wie die Produktionsmenge zwischen diesen Unternehmen aufgeteilt wird.
Eine Kostenfunktion {\displaystyle K(x)} wird als strikt subadditiv für alle {\displaystyle x} bezeichnet, wenn für beliebige Outputmengen {\displaystyle x_{i}} mit {\displaystyle 0<x_{i}<x(i=1,2,\dots ,n)} und {\displaystyle \sum _{i=1}^{n}x_{i}=x} gilt:

## Bedeutung für den Wettbewerb
Liegt die Kostenfunktion einer Industrie über die gesamte nachgefragte Menge hinweg im subadditiven Bereich, dann nennt man diese Industrie auch ein natürliches Monopol.
Bei vollkommener Konkurrenz, wenn der Preis also den Grenzkosten entspricht, führen subadditive Kostenstrukturen zu einem Defizit, da die Durchschnittskosten auch Fixkosten beinhalten und damit im relevanten Bereich über den Grenzkosten (die keine Fixkosten enthalten) liegen. Darin liegt eine Rechtfertigung zur Regulierung von Märkten.

## Erläuterungen

### Ein-Produkt-Fall
Wird ein einziges Produkt produziert (Einproduktunternehmen) ist es günstiger, wenn ein einziger Anbieter {\displaystyle x} die komplette Menge fertigt als wenn mehrere Anbieter {\displaystyle x_{1},\dots ,x_{n}} gemeinsam dieselbe Menge produzieren. Formal wird dies ausgedrückt durch: {\displaystyle K(x)<K(x_{1})+K(x_{2})+\dots +K(x_{n})}, wobei {\displaystyle K} die Kosten zur Produktion der Mengen {\displaystyle x_{1}+x_{2}+\dots +x_{n}=x} sind, die {\displaystyle n} Anbieter produzieren würden; diese Teilmengen ergeben in Summe die Gesamtmenge {\displaystyle x}.
Die Ursachen für die zu Grunde liegenden steigenden Skaleneffekte solch homogener Güter liegen in Größenvorteilen, beispielsweise in stochastischen Größenersparnissen und Lernkurveneffekten.

### Mehr-Produkt-Fall
Im Mehr-Produkt-Fall (Mehrproduktunternehmen) liegt Subadditivität vor, wenn ein Unternehmen zwei Produkte gemeinsam zu insgesamt niedrigeren Gesamtkosten produzieren kann, als wenn zwei Unternehmen dieselbe Menge jeweils nur eines Gutes produzieren würden {\displaystyle K(x,y)<K(x,0)+K(0,y)}. Diese Bedingung ist erfüllt, wenn die Durchschnittskosten im relevanten Bereich fallend sind und oberhalb der Grenzkosten liegen.
Bei einer solchen Herstellung verschiedener (heterogener) Güter kommen Verbundeffekte (Economies of Scope) und Kostenkomplementarität zum Tragen. In beiden Fällen begünstigt Subadditivität auch das Vorliegen von Dichtevorteilen. Skaleneffekte und Verbundvorteile stellen dabei jedoch weder eine notwendige noch eine hinreichende Bedingung für Subadditivität dar.